# Ami Dolenz
Ami Bluebell Dolenz (Burbank, 8 gennaio 1969) è un'attrice statunitense, attiva in campo cinematografico e televisivo a partire dalla seconda metà degli anni ottanta.

## Biografia
È figlia dell'attore e cantante dei Monkees Micky Dolenz e della conduttrice televisiva britannica Samantha Juste e nipote degli attori George Dolenz (1908-1963) e Janelle Johnson (1923-1995).
In alcune produzioni, è apparsa con il nome di Amy Dolenz.
Tra i suoi ruoli più noti, figurano quello di Melissa McKee nella soap opera General Hospital (1987-1989) e quello di Sloan Peterson nella serie televisiva Ferris Bueller (1990-1991).

## Vita privata
È sposata dall'agosto del 2002 con l'attore e stuntman ed ex-campione mondiale di kickboxing Jerry Trimble.

## Filmografia parziale

### Attrice

#### Cinema
- I ribelli della notte (The Children of Times Square) (1986)
- Playboy in prova (Can't Buy Me Love) (1987)
- Giù le mani da mia figlia! (She's Out of Control) (1989)
- Faith (1990)
- Children of the Night (1991)
- Ti salverò ad ogni costo (Rescue Me) (1992)
- Miracolo a Santa Monica (Miracle Beach), regia di Skott Snider (1992)
- Un'avventura molto pericolosa (White Wolves: A Cry in the Wild II) (1993)
- Ticks, regia di Tony Randel (1993)
- Spiritika 2 - Il gioco del diavolo (Witchboard 2: the Devil's Doorway), regia di Kevin S. Tenney (1993)
- Pumpkinhead II: Blood Wings, regia di Jeff Burr (1994)
- To Die, to Sleep (1994)
- Zero in amore (Life 101) (1995)
- Daedalus Is Dead (1996)
- Demolition University (1999)
- Shogun Cop (1999)
- Mr. Id (2003)
- Even If (2007)
- 2012: Doomsday, regia di Nick Everhart (2008)
- New Hope Manor (2009)
- Commited (2010)

#### Televisione
- Genitori in blue jeans (Growing Pains), serie TV, 1 episodio (1985)
- Shattered If Your Kid's on Drugs (1986)
- Starman, serie TV, 1 episodio (1986)
- Still the Beaver, serie TV, 1 episodio (1986)
- Mr. Belvedere, serie TV, 1 episodio (1987)
- Il mio amico Ricky (Silver Spoons) – serie TV, 1 episodio (1987)
- General Hospital – soap opera (1987-1989)
- Gli uomini del capitano Parker (Sunset Beat) (1990)
- Glory Days – serie TV, 1 episodio (1990)
- Ferris Bueller – serie TV, 13 episodi (1990-1991)
- Stepmonster, regia di Jeremy Stanford (1993)
- La signora in giallo (Murder, She Wrote) - serie TV, episodio 10x06 (1993)
- Bayside School: The College Years (Saved by the Bell: The College Years) – serie TV, 1 episodio (1994)
- Bandit: Bandit Bandit (1994)
- Più reale della realtà (Virtual Seduction), regia di Paul Ziller – film TV (1995)
- Pacific Blue – serie TV, 1 episodio (1997)
- Un angelo poco... custode (Teen Angel) – serie TV, 1 episodio (1997)
- Le regole dell'amore (Rules of Engagement) – serie TV, 1 episodio (2010)

### Produttrice
- Even If (2007)